# Hans Birch Dahlerup
baron Hans Birch Dahlerup, danski mornariški častnik in avstrijski cesarski viceadmiral ter vojaški zgodovinar, * 25. avgust 1790 Hillerød, Danska, † 26. september 1873 København, Danska.

## Življenje
Leta 1848 je zapustil dansko mornarico in sprejel osebno povabilo mladega cesarja Franca Jožefa I., naj prevzame poveljstvo Avstrijske vojne mornarice. Mornarici je poveljeval med pomorsko blokado in ponovno zasedbo Benetk leta 1849. Po tem je temeljito prenovil vojno mornarico in iz nje izločil večino beneškega poveljniškega kadra. Da bi v mornarici na najmanjšo možno mejo zmanjšal beneški vpliv, je uvedel v glavnem nordijska in anglosaksonska mornariška pravila ter zaposlil novo generacijo mladih pomorskih častnikov.

## Dosežki
Dahlerup je ustanovil pomorsko vojaško akademijo v Trstu (1848–1858). Šolanje je skrajšal na tri leta, uvedel je enoletno šolanje za kadete in aspirante, izločil je italijanščino kot prvi učni jezik. Da bi povezal vojno mornarico z domovino (pomorska oporišča so bila na območjih, naseljenih pretežno z Italijani), je uvedel poveljevanje v nemškem jeziku. Admiral Dahlerup je obenem izbral Pulo za glavno avstrijsko mornariško bazo in začrtal dolgoročne smeri razvoja avstrijske vojne mornarice.

## Vojaška kariera
Za viceadmirala avstrijske vojne mornarice je bil imenovan leta 1849, po odstopu s tega položaja pa je bil svetnik za mornariška vprašanja pri vladi na Dunaju. Avstrijo je zapustil leta 1863, zaradi skorajšnjega avstrijsko-pruskega napada na Dansko. Umrl je v Københavnu leta 1872.